# Sätuna utmark
Sätuna utmark är ett naturreservat i Falköpings kommun i Västergötland.
Reservatet ligger centralt på Nordbillingens platå, ca 7 km nordväst om Skövde. Det avsattes som naturreservat 2006 och är 51 hektar stort. Det består av gammal orörd skog.  
Sätuna utmark består av barrblandskog inslag av lövskog. Där finns även hällmarker, våtmarker och sumpskogar. En del granar och tallar är ända upp till 200 år gamla. Barrskogen är av ristyp med blåbär och lingon. I de fuktiga delarna av reservatet finns det rikligt med gamla knotiga björkar som är övervuxna med vanliga och ovanliga lavar. I området finns gott om död ved. På denna ved förekommer ett flertal signal- och rödlistade arter av svampar, mossor och lavar.
Området ingår i EU:s ekologiska nätverk av skyddade områden, Natura 2000.